# Naturally (album de J.J. Cale)
Pour les articles homonymes, voir Naturally.
Albums de JJ Cale
Really
(1972)
Singles
1. After Midnight
Sortie : 1972
2. Crazy Mama
Sortie : 1972

Naturally est le premier album du musicien américain JJ Cale. Il est sorti en 1972 sur le label Shelter Records et a été produit par Audie Ashworth.

## Historique
C'est probablement le plus célèbre des albums de JJ Cale avec des titres devenus des classiques : Magnolia, Call the Doctor, Don’t go to Strangers et un art du picking exemplaire. Présence sur l’album de Carl Radle, bassiste d’Eric Clapton, qui lui fera connaître en 1970 une face B de 1966, After Midnight, dont la reprise deviendra très rapidement un succès. On découvre un musicien chaleureux, des chansons bluesy fluides, un conteur instrumentiste au jeu obsédant et apaisant à la voix traînante. Call me the Breeze sera repris par Lynyrd Skynyrd et John Mayer ; Crazy Mama par Larry Carlton.
L'album a atteint la 51e place au Billboard 200. After Midnight et Crazy Mama (45 tours issus de l'album) ont atteint respectivement la 42e et la 22e place au Billboard Hot 100.

## Liste des titres
- Toutes les compositions sont de JJ Cale excepté Clyde de JJ Cale et C.W. Beavers.

Face 1
1. Call Me the Breeze – 2:35
2. Call the Doctor – 2:26
3. Don't Go to Strangers – 2:22
4. Woman I Love – 2:36
5. Magnolia – 3:23
6. Clyde – 2:29

Face 2
1. Crazy Mama – 2:22
2. Nowhere to Run – 2:26
3. After Midnight – 2:23
4. River Runs Deep – 2:42
5. Bringing It Back – 2:44
6. Crying Eyes – 3:13

## Musiciens
- JJ Cale - Guitare et chant
- Karl Himmel - Batterie (4-5-6-8-10-11-12)
- Chuck Browning - Batterie (3-9)
- Tim Drummond - Basse (4-5-6-8-11)
- Carl Radle - Basse (7-10-12)
- Norbert Putnam - Basse (3-9)
- Bob Wilson - Piano (4-5-6-8-11)
- David Briggs - Piano et orgue (3-9)
- Jerry Whitehurst - Piano (3-9)
- Weldon Myrick - Guitare steel (1-2)
- Buddy Spiker- Fiddle (6)
- Shorty Lavender - Fiddle (6)
- Walter Haynes - Dobro (6)
- Mac Gayden - Guitare slide (7-10)
- Ed Colis - Harmonica (4-5-6-8-11)
- Diane Davidson - Chœurs (7-10)

## Citation
« Crazy Mama de JJ Cale, voilà un morceau que j'adore. C'est une vraie belle chanson, simple et directe, et l'interprétation est toute naturelle. Le jeu de guitare de JJ a eu une influence énorme sur le mien. Son doigté est incroyable. Ça me laisse baba. »

— Neil Young, Une autobiographie, 2012

## Charts
Album
| Pays       | Durée du classement | Meilleur classement |
| ---------- | ------------------- | ------------------- |
| États-Unis | 32 semaines         | 51e                 |

Singles
| Année | Single           | Chart           | Durée du classement | Position |
| ----- | ---------------- | --------------- | ------------------- | -------- |
| 1972  | "After Midnight" | Hot 100         | 11 semaines         | 42e      |
| 1972  | "Crazy Mama"     | Hot 100         | 14 semaines         | 22e      |
| 1972  | "Crazy Mama"     | RPM Top Singles | 10 semaines         | 25e      |